# Paku Alam VIII

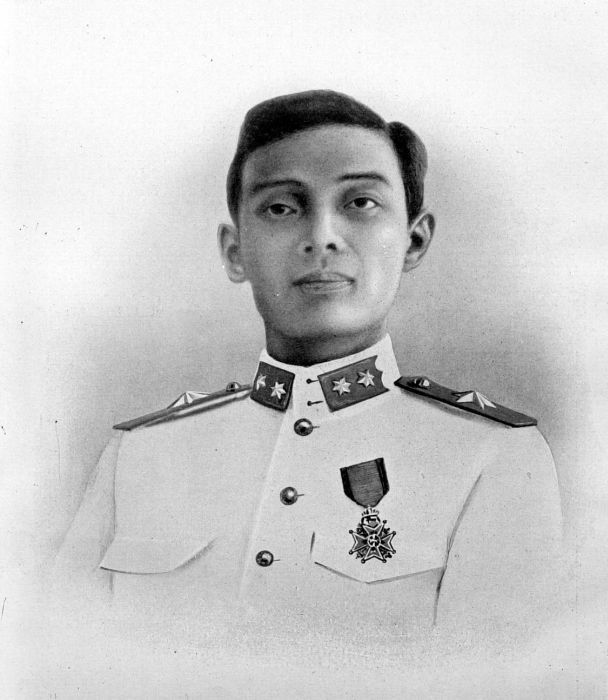
Paku Alam VIII met de Orde van Hendrik de Leeuw

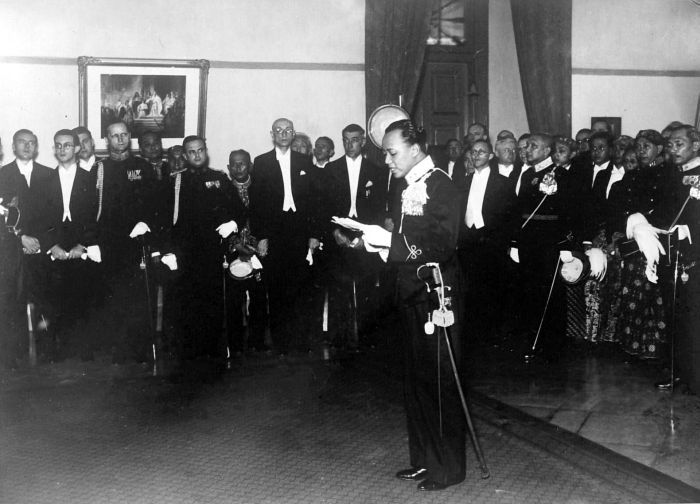
Paku Alam VIII het nieuwe hoofd van het Paku Alamsch Huis houdt zijn installatie rede

Paku Alam VIII (ook: Pakoe Alam VIII) (Yogyakarta, 10 april 1910 – 11 september 1998), geboren als Gusti Bendara Raden Ayu Retno Poewoso, heette als jongen Gusti Raden Mas Harya Sularso Kunto Sratno, als volwassen man Kanjeng Gusti Pangeran Adipati Arya Prabu en was van 1938 tot 1998 de zelfregerende vorst van Pakualaman, een vorstendom op centraal Java in Indonesië. Hij volgde zijn vader Paku Alam VII op als pakualam. De vorst was tot 1945 vazal van Yogakarta en indirect van Nederland. Na 1945 had hij binnen de republiek Indonesië formeel geen bevoegdheden maar de heersers van de vroegere zelfregerende vorstendommen Surakarta, Yogyakarta, Mangkunegaran en Pakualaman hebben een hoge status. De volledige titel van de vorst was Kanjeng Gusti Pangeran Adipati Arya Paku Alam VIII.
Toen Soekarno en Mohammed Hatta op 17 augustus 1945 de Indonesische onafhankelijkheid uitriepen, koos hij net als sultan Hamengkubuwono IX voor de Republiek Indonesië en daarmee tegen de Nederlanders. Voor zijn bijdrage aan de onafhankelijkheidsstrijd werd Paku Alam VIII met zijn vroegere feodale leenheer Hamengkubuwono IX van Yogyakarta benoemd tot gouverneur en vicegouverneur voor het leven van respectievelijk de bijzondere provincie (Daerah Istimewa) Yogyakarta en de speciale regio Pakualaman.
Toen Hamengkubuwono IX op 2 oktober 1988 overleed, werd hij daarom gouverneur van de provincie Yogyakarta. Toen de nieuwe sultan, Hamengkubuwono X, op 7 maart 1989 was geïnstalleerd, weigerde president Suharto van Indonesië de nieuwe sultan tot gouverneur te benoemen, waardoor Paku Alam VIII tot zijn dood gouverneur bleef. Dit riep in de provincie veel weerstand op. Op de achtergrond speelde mee dat Paku Alam VIII niet als geheel onkreukbaar bekend stond, maar de beide sultans, vader en zoon, wel.